# میکائیل تاریوردیف
میکائیل تاریوردیف (به ارمنی: Միքայել Թարիվերդիև) (به روسی: Микаэл Таривердиев) آهنگساز برجسته ارمنی‌تبار اتحاد شوروی بود.

## زندگی‌نامه
وی در ۱۵ اوت ۱۹۳۱
در تفلیس متولد شد. او ریاست گروه آهنگسازان اتحادیه سینماتوگراف‌های شوروی را از بدو تأسیس آن بر عهده داشت. تاریوردیف در ۲۴ ژوئیهٔ ۱۹۹۶ در شهر سوچی درگذشت و در گورستان ارامنه مسکو به خاک سپرده شد.

## آثار
- لحظات هفده‌گانه بهاری

## جوایز
- جایزه دولتی اتحاد شوروی (۱۹۷۷)